# Denkmal des Warschauer Aufstandes

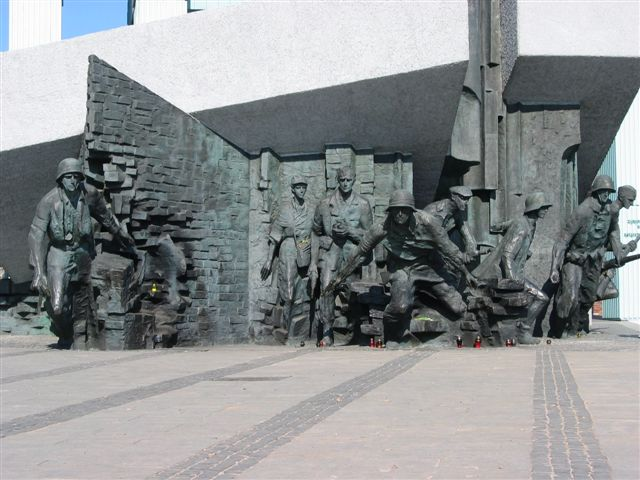
Denkmal des Warschauer Aufstandes 1944

Das Denkmal des Warschauer Aufstandes (polnisch Pomnik Powstania Warszawskiego) erinnert an die Kämpfer des Warschauer Aufstandes von 1944. Es wurde auf dem Krasiński-Platz vor dem Gebäude des Obersten Gerichts in Warschau nach Entwurf von Wincenty Kućma und Jacek Budyn erbaut und am 1. August 1989 enthüllt.
Das Denkmal wurde als „das wichtigste Denkmal des Nachkriegs-Warschau“ bezeichnet. Die Gazeta Wyborcza berichtete 2012, dass es zu den meistbesuchten Sehenswürdigkeiten für ausländische Touristen gehört.

## Geschichte

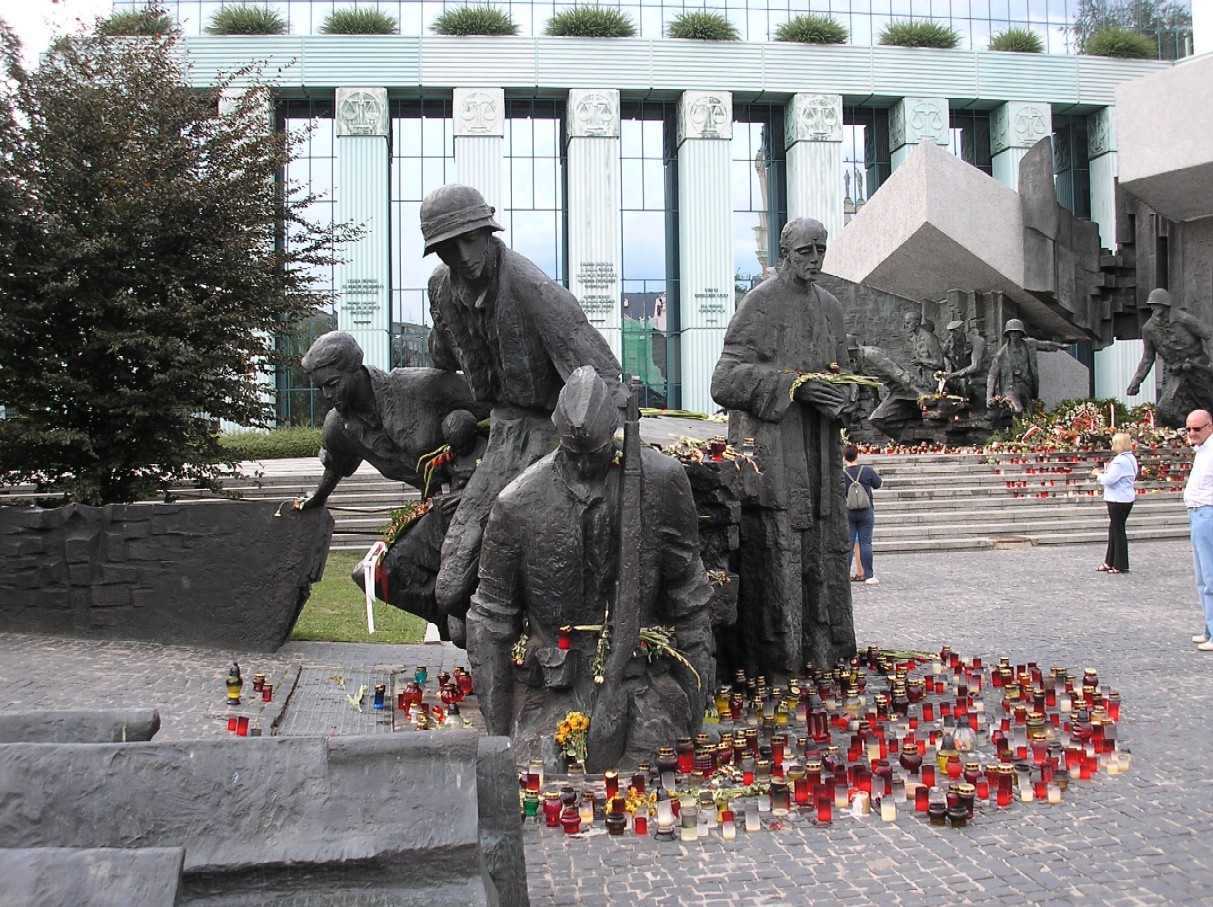
Kleinerer Abschnitt des Denkmals

Der Warschauer Aufstand, der am 1. August 1944 ausbrach und bis zum 2. Oktober 1944 dauerte, war eines der wichtigsten und verheerendsten Ereignisse in der Geschichte Warschaus und Polens. Bis zu 90 % der Warschauer Gebäude wurden während der Feindseligkeiten und der systematischen Zerstörung der Stadt vernichtet, die von den Deutschen nach dem Aufstand durchgeführt wurde.
Dennoch war es auch ein Ereignis, das die kommunistischen Behörden der Nachkriegs-Volksrepublik Polen als höchst umstritten empfanden, da es von der polnischen Widerstandsbewegung organisiert wurde, die während des Zweiten Weltkriegs für Polens Unabhängigkeit gekämpft hatte, hauptsächlich der Heimatarmee, deren Überreste vom stalinistischen Nachkriegsregime brutal unterdrückt wurden. Zusätzlich hatte Josef Stalin den sowjetischen Vormarsch durch polnisches Territorium unmittelbar nach Ausbruch des Aufstands absichtlich kurz vor Warschau gestoppt, und er weigerte sich nicht nur, den Aufständischen zu helfen, sondern verweigerte auch westlichen Alliierten die Landung und das Auftanken auf sowjetisch kontrolliertem Gebiet, um sicherzustellen, dass nur sehr begrenzte Vorräte nach Warschau geliefert werden konnten.

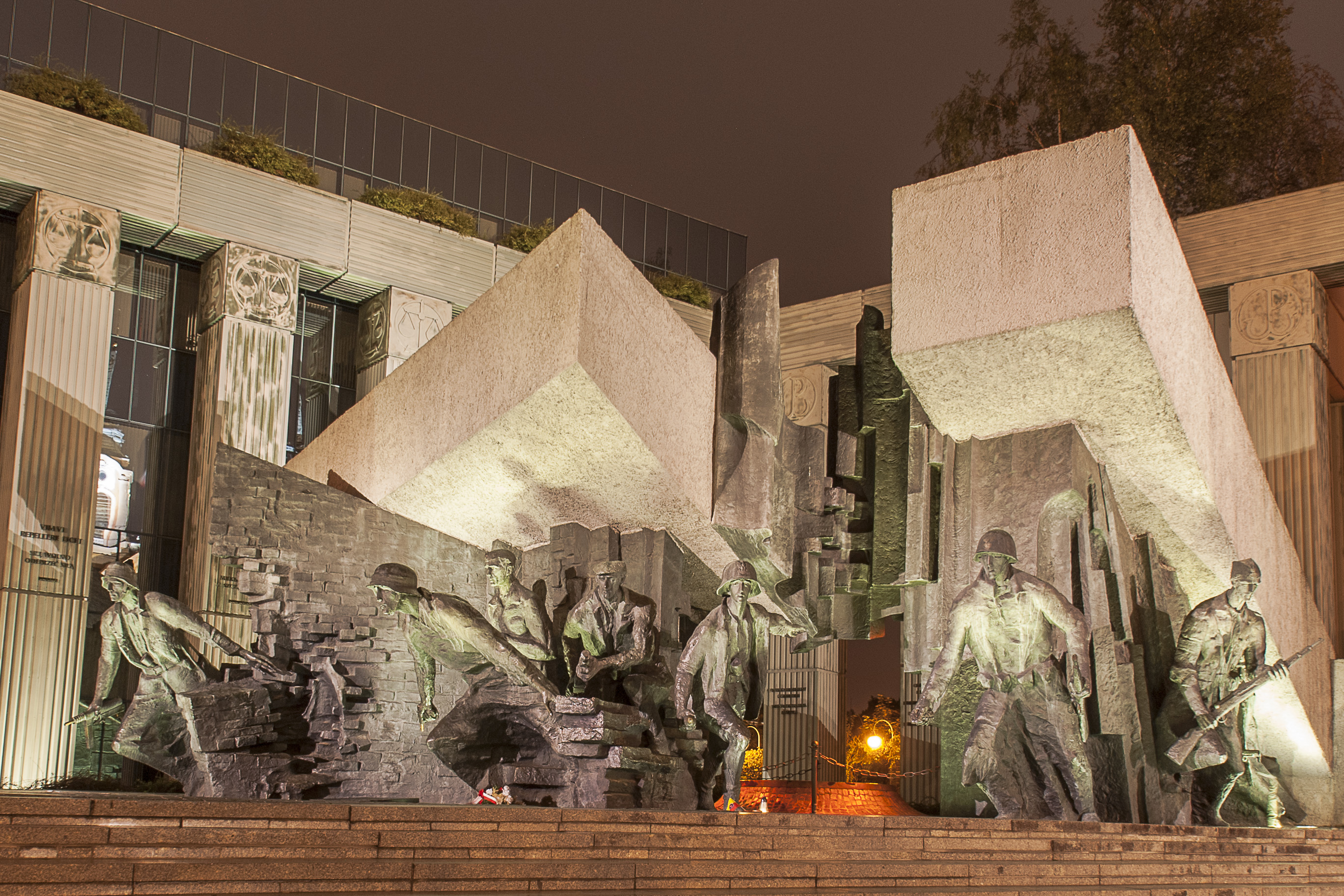
Hauptabschnitt des Denkmals

 Infolgedessen wurde die Bedeutung des Aufstands viele Jahre nach dem Krieg heruntergespielt, und die Heimatarmee sowie die polnische Exilregierung wurden von der kommunistischen Propaganda verurteilt. Solche politischen Faktoren machten eine offizielle Gedenkstätte für den Warschauer Aufstand jahrzehntelang unmöglich, und nachfolgende Debatten über Form und Standort des Denkmals verzögerten das Projekt weiter.
Polens kommunistische Regierung erteilte schließlich am 12. April 1988 die Erlaubnis zum Bau des Denkmals. Es wurde am 1. August 1989, dem 45. Jahrestag des Aufstands, enthüllt.
Das Denkmal wurde 1994 von dem deutschen Bundespräsidenten Roman Herzog besucht, der den Polen Tribut zollte und eine Rede über die deutsche Scham im Kontext der Verbrechen des nationalsozialistischen Deutschlands während des Zweiten Weltkriegs in Polen hielt. Herzog entschuldigte sich bei den Polen während seiner Rede über Kriegsverbrechen.

## Beschreibung

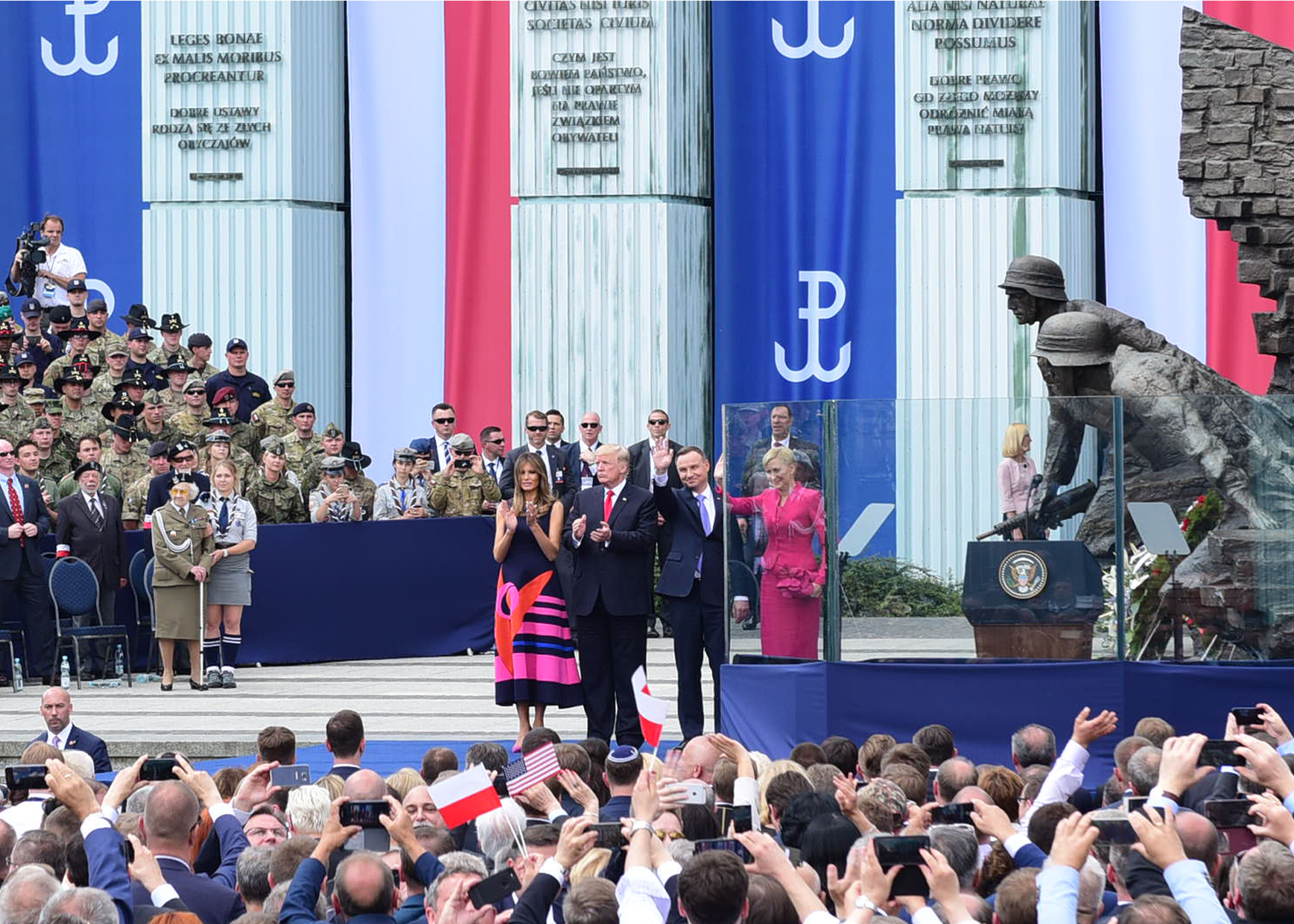
Die Präsidenten Donald Trump und Andrzej Duda am Denkmal des Warschauer Aufstandes, 2017

Das Denkmal befindet sich auf der Südseite des Krasiński-Platzes. 1999 wurde das Gebäude des Obersten Gerichts Polens im Bereich direkt dahinter errichtet.
Das Denkmal ist aus Bronze gefertigt und etwa 10 Meter hoch. Es besteht aus zwei nahe beieinander stehenden Teilen. Das größere, erhöhte Element zeigt eine Gruppe von Aufständischen, die aktiv im Kampf engagiert sind und aus der künstlerischen Vision eines einstürzenden Gebäudes laufen, dargestellt durch eine abstraktere Komposition. Das kleinere Element zeigt Aufständische, die in einen Schacht hinabsteigen, ein Verweis auf die Nutzung von Warschaus Kanalisationssystem durch die Aufständischen, um sich über deutschbesetztes Gebiet während des Aufstands zu bewegen und speziell auf die Evakuierung von 5300 Widerstandskämpfern aus Warschaus Altstadt ins Stadtzentrum Anfang September 1944, eine fünfstündige Reise, die vom Krasiński-Platz aus begann. Es gibt eine kleine Gedenktafel gegenüber dem Denkmal an der Kreuzung der Straßen Długa und Miodowa (die Tafel befindet sich tatsächlich am Pl. Krasinskich 1--5). Ein gemauerter Weg führt von der Tafel zur Straße zu dem Schacht, der zur Flucht benutzt wurde.
Der realistische Stil des Denkmals wurde günstig mit einem Standbild aus einem Film oder einem historischen Gemälde von Jan Matejko verglichen, wurde aber auch für seinen sozrealistischen Stil kritisiert. Es gab auch kritische Stimmen, die sagten, das Denkmal sei „defätistisch" und es sei eine Geste der Versöhnung durch die scheidende kommunistische Regierung gewesen, die viele Jahre zu spät kam. Eine Analyse von 2013 deutet darauf hin, dass das Denkmal renovierungsbedürftig ist, insbesondere wegen seiner Verschlechterung durch atmosphärische Schadstoffe.
Nach Angaben der Autoren ist es Teil eines GedenktripTriptychons, dessen beide anderen Teile das Denkmal für die Verteidiger der Polnischen Post in Danzig und das Denkmal für die Gefallenen in der Verteidigung des Vaterlandes in Tschenstochau sind.